# Fitzgerald (månekrater)
Fitzgerald er et stort nedslagskrater på Månen. Det befinder sig på Månens bagside og er opkaldt efter den irske fysiker George F. Fitzgerald (1851 – 1901).
Navnet blev officielt tildelt af den Internationale Astronomiske Union (IAU) i 1970. 

## Omgivelser
Fitzgeraldkrateret ligger vest-sydvest for Cockcroftkrateret og omkring to kraterdiametre nordøst for Morsekrateret.

## Karakteristika
Krateret er noget udjævnet og eroderet af senere nedslag i dets nærhed. Det yngre satellitekrater "Fitzgerald W" er forbundet med dets yderside mod nordvest. Svage spor af strålemateriale strækker sig fra dette satellitkraters sydøstlige rand hen over Fitzgeralds vestlige kraterbund, men det er uklart, om dette stammer fra satellitkrateret eller fra det nordligt beliggende "Moore F".
Adskillige mindre kratere ligger langs Fitzgeralds rand, herunder et sammensluttet par langs den østlige rand og to andre langs den vestlige kant. De indre kratervægge udviser tegn på tidligere skred og terrasser, omend disse landskabstræk er blevet noget udjævnet i tidens løb. Kraterbunden er en næsten jævn slette uden særlige træk, men har nogle små ujævnheder mod nordøst.

## Satellitkratere
De kratere, som kaldes satellitter, er små kratere beliggende i eller nær hovedkrateret. Deres dannelse er sædvanligvis sket uafhængigt af dette, men de får samme navn som hovedkrateret med tilføjelse af et stort bogstav. På kort over Månen er det en konvention at identificere dem ved at placere dette bogstav på den side af satellitkraterets midte, som ligger nærmest hovedkrateret. Fitzgeraldkrateret har følgende satellitkratere:
| Fitzgerald | Koordinater                         | Diameter, km |
| ---------- | ----------------------------------- | ------------ |
| B          | 29°01′N 170°44′V / 29.02°N 170.74°V | 24           |
| W          | 28°30′N 173°59′V / 28.50°N 173.99°V | 49           |
| Y          | 30°54′N 172°56′V / 30.90°N 172.93°V | 35           |

## Måneatlas
- Billeder af Fitzgeraldkrateret i LPI-måneatlasset